# 니지노마쓰바라역
니지노마쓰바라역(일본어: 虹ノ松原駅)은 일본 사가현 가라쓰시에 위치한 규슈 여객철도 지쿠히 선의 철도역이다. 단선 승강장 1면 1선의 구조를 갖춘 지상역이다.

## 이용 현황
| 승차 인원 추이 | 승차 인원 추이 |
| 연도           | 1일 평균       |
| -------------- | -------------- |
| 2000           | 216            |
| 2001           | 229            |
| 2002           | 219            |
| 2003           | 186            |
| 2004           | 171            |
| 2005           | 157            |
| 2006           | 152            |
| 2007           | 139            |
| 2008           | 130            |
| 2009           | 130            |
| 2010           | 144            |
| 2011           | 142            |

## 역 주변
- 이온 가라쓰 쇼핑센터

## 역사
- 1924년 7월 17일 : 기타큐슈 철도의 니지노마쓰바라역으로서 개업. 당시는 서쪽 종점이었다.
- 1925년 6월 15일 : 구) 히가시카라쓰 방향으로 연신, 도중역이 되다.
- 1937년 10월 1일 : 기타큐슈 철도가 국유화되어, 일본 철도성의 역이 된다. 니지노마쓰바라역으로 개칭.
- 1987년 4월 1일 : 일본국유철도 분할 민영화에 의해, 규슈 여객철도가 승계.
- 2010년 3월 13일 : IC카드 SUGOCA의 사용을 개시.

## 인접 역
| 큐슈여객철도 지쿠히 선   | 큐슈여객철도 지쿠히 선 | 큐슈여객철도 지쿠히 선   |
| ------------------------ | ---------------------- | ------------------------ |
| 하마사키 메이노하마 방면 | ■ 지쿠히 선            | 히가시카라쓰 가라쓰 방면 |